# Zorko (ime)
Zorko je moško osebno ime.

## Izvor imena
Ime Zorko je različica moškega osebnega imena Zoran.

## Pogostost imena
Po podatkih Statističnega urada Republike Slovenije je bilo na dan 31. decembra 2007 v Sloveniji število moških oseb z imenom Zorko: 124.

## Osebni praznik
V koledarju je ime Zorko skupaj z imenom Zoran.